# U-Boat Story Exhibition
Die U-Boat Story Exhibition (deutsch etwa „Ausstellung zu einer U-Boot-Geschichte“) ist eine Exposition in der englischen Hafenstadt Birkenhead zum U-Boot-Krieg im Zweiten Weltkrieg.

## Geschichte
Die Ausstellung wurde am 10. Februar 2009 eröffnet. Sie befindet sich am linken Ufer des River Mersey. Unweit gegenüber auf der rechten Seite des Flusses gibt es in der Nachbarstadt Liverpool das Merseyside Maritime Museum.
Hauptattraktion der Exhibition ist das ehemals deutsche U-Boot U 534. Es wurde kurz vor Kriegsende, am 5. Mai 1945, auf seiner Fahrt von Flensburg mit Ziel Norwegen im Kattegat an der Oberfläche von zwei britischen B-24-Liberator-Bombern angegriffen. Es schoss einen Angreifer ab, wurde aber vom anderen mit einer Bombe getroffen, die das Boot versenkte. Fast alle Besatzungsmitglieder überlebten.

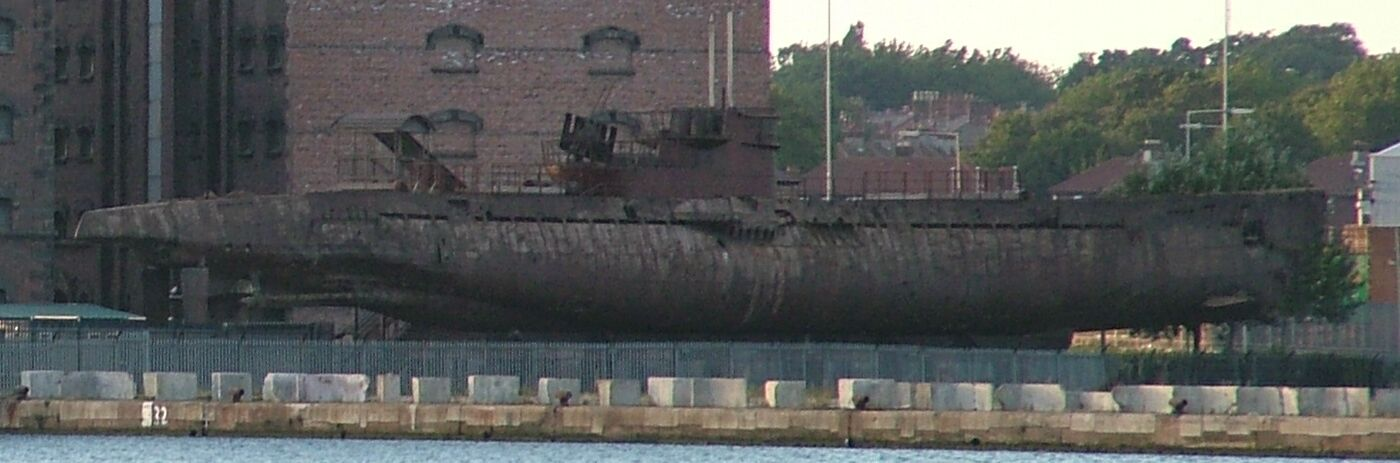
Das Wrack während seiner Lagerung im Jahr 2005.

Nachdem das Wrack nahezu ein halbes Jahrhundert lang in 67 m Tiefe auf dem Meeresboden gelegen hatte, wurde es im Jahr 1993 geborgen, in der vagen Hoffnung, es könnten sich Schätze an Bord befinden. Diese erfüllte sich nicht. Im Jahr 1996 wurde das Boot nach Birkenhead gebracht, wo es zehn Jahre lang unkonserviert als Teil der Sammlung des dortigen Warship Preservation Trust verblieb.
Im Juni 2007 erwarb Merseytravel, der Träger des öffentlichen Personennahverkehrs in Merseyside, das Boot, um es als Attraktion am Woodside-Fährterminal in Birkenhead auszustellen. Es wurde in fünf Sektionen zerschnitten, von denen nur zwei am neuen Standort wieder zusammengefügt wurden. Nun restauriert und als Ausstellungsstück konserviert, erlaubt es den Besuchern einen bequemen Blick in die unterschiedlichen Bereiche eines deutschen Typ-IX-U-Boots. Dazu gehören die Zentrale, der Diesel-Maschinenraum, der E-Maschinenraum, die Besatzungsräume sowie der Bug-Torpedoraum. Außerdem kann der nachgebaute Turm des Boots bestiegen werden.
Darüber hinaus werden in einer separaten Ausstellungshalle neben dem Boot gut erhaltene originale Artefakte präsentiert, die seinerzeit bei der Bergung gefunden wurden. Neben diversen Alltagsgegenständen, Uniformteilen, Waffen, Munition, Karten und anderen persönlichen und dienstlichen Gegenständen ist auch die authentische Enigma-M4 zu sehen. Eine weitere Attraktion stellen drei Akustiktorpedos vom Typ Zaunkönig dar.
Durch interaktive und audiovisuelle Präsentationen erhalten die Besucher einen Einblick in das damalige Leben an Bord und erfahren mehr über die Geschichte von U 534 und seiner Besatzung.

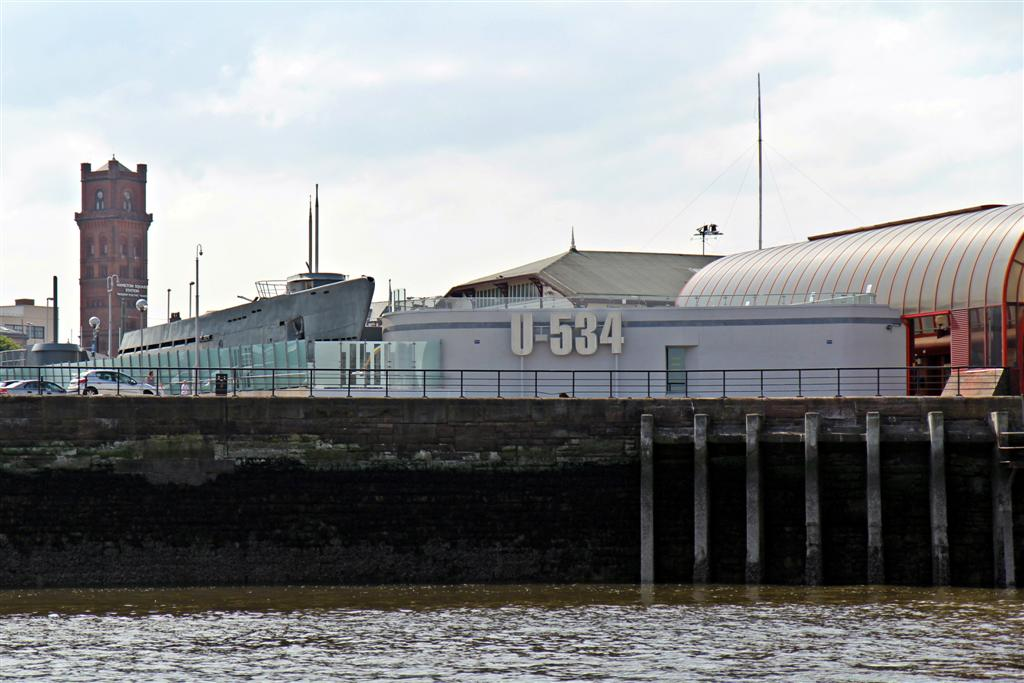
Blick vom Mersey auf das Ausstellungsgelände
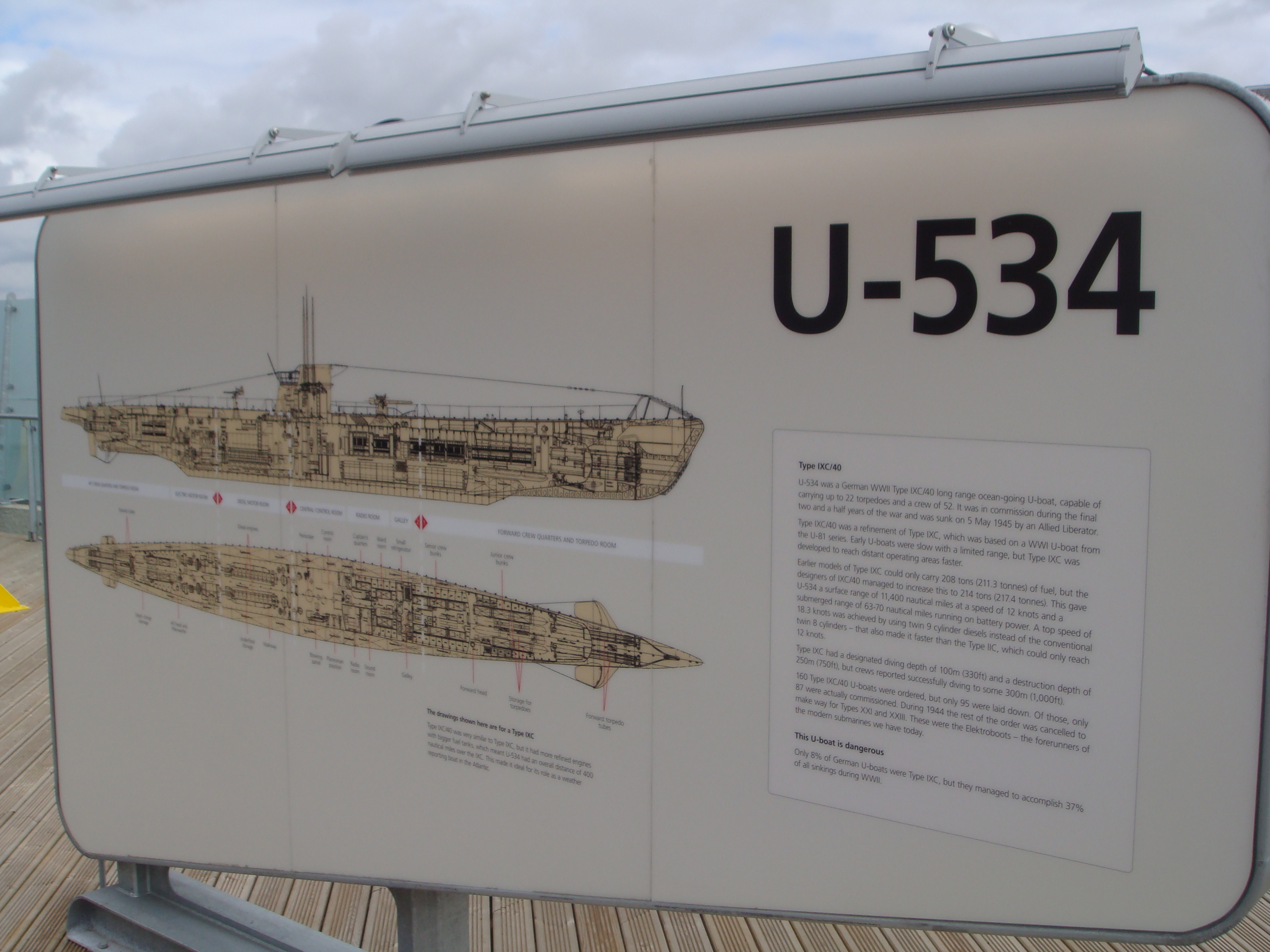
Erläuterungstafel
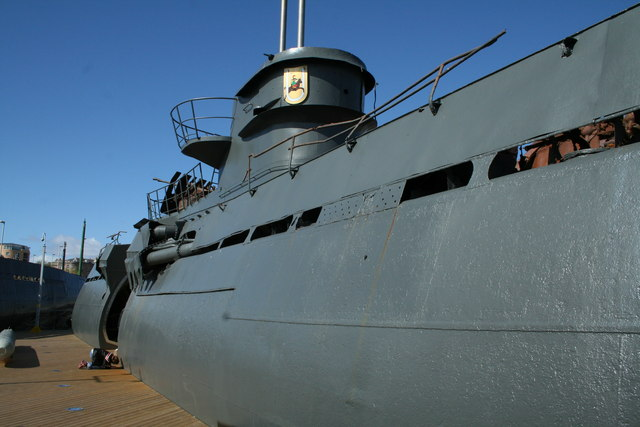
Mittelteil des U-Boots
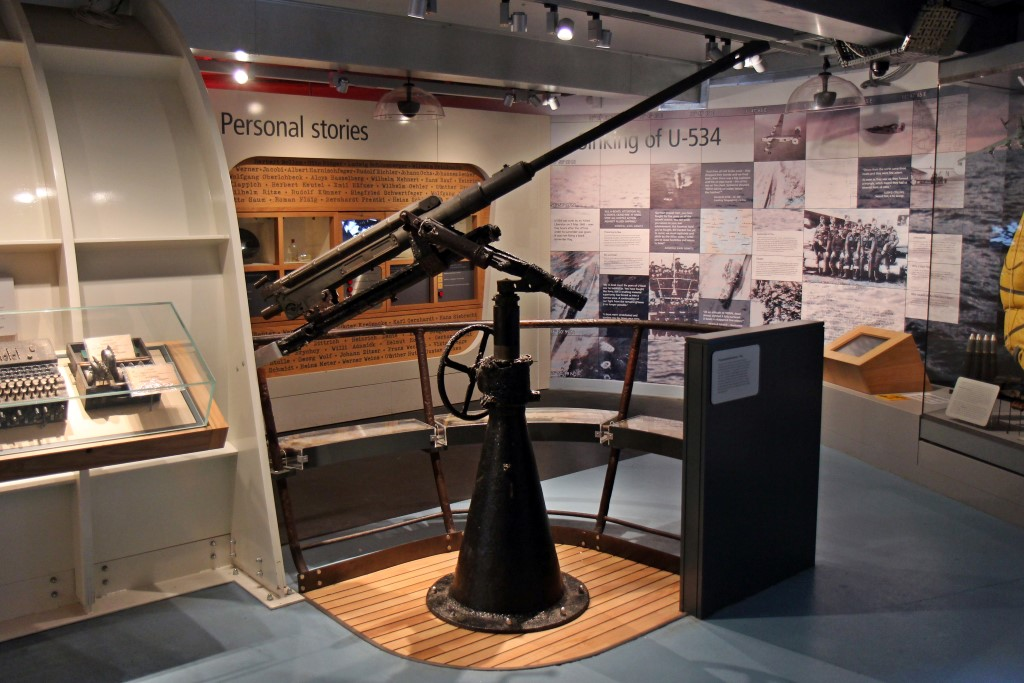
Flugabwehrkanone
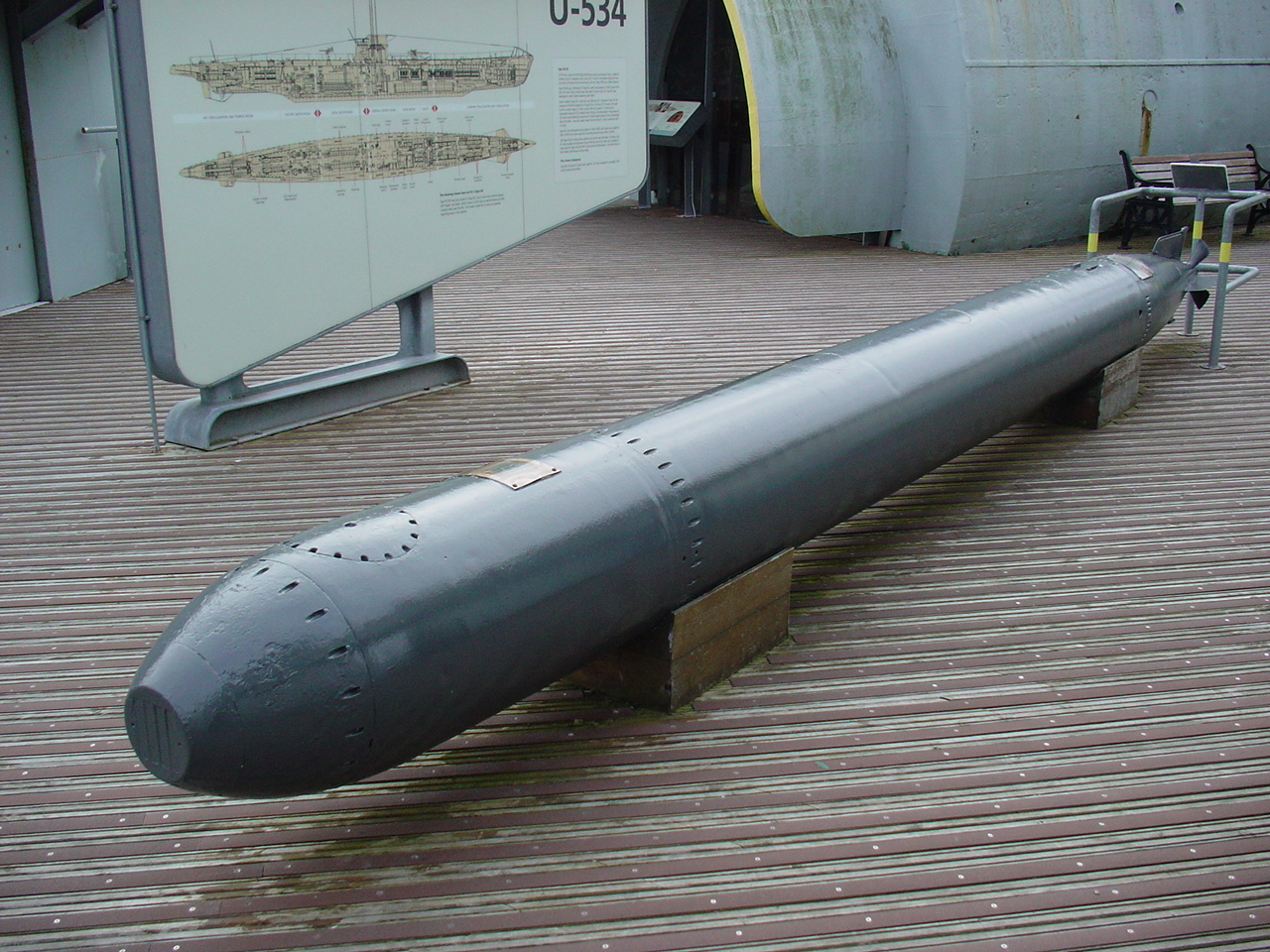
Der „Zaunkönig“
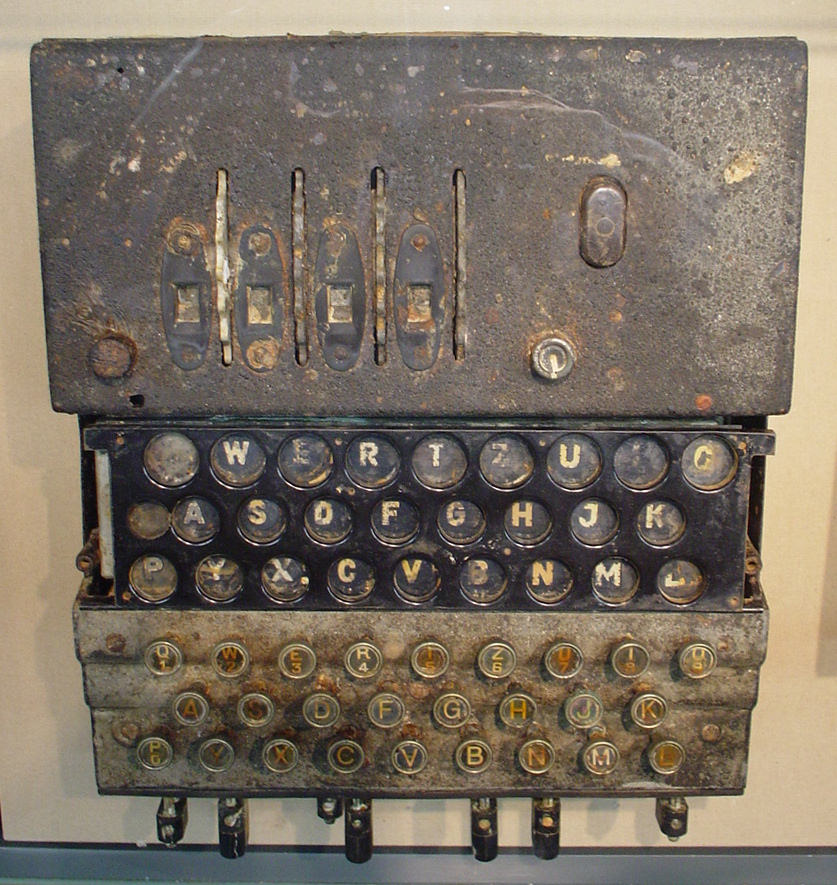
Die Enigma-M4
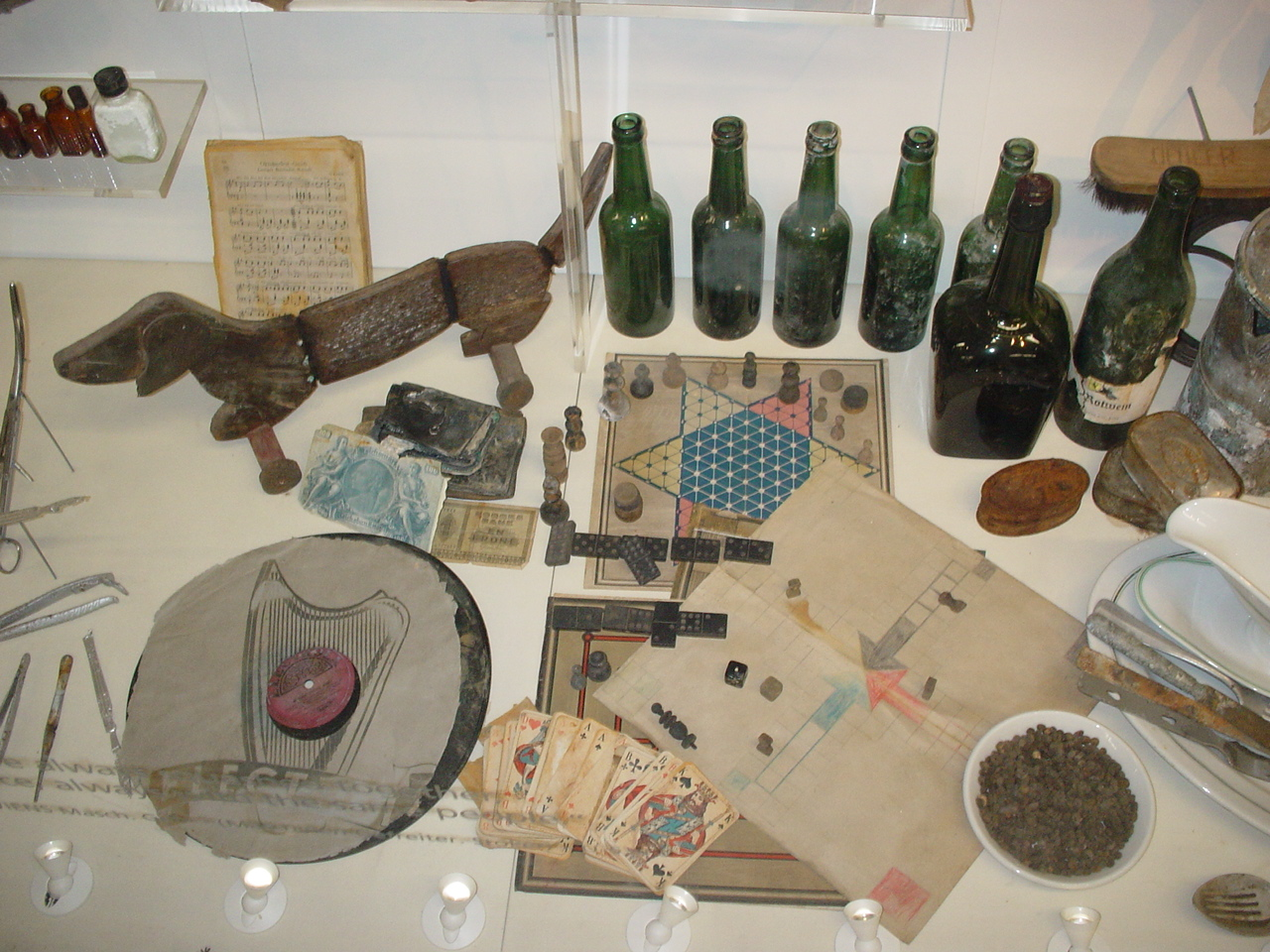
Alltagsgegenstände
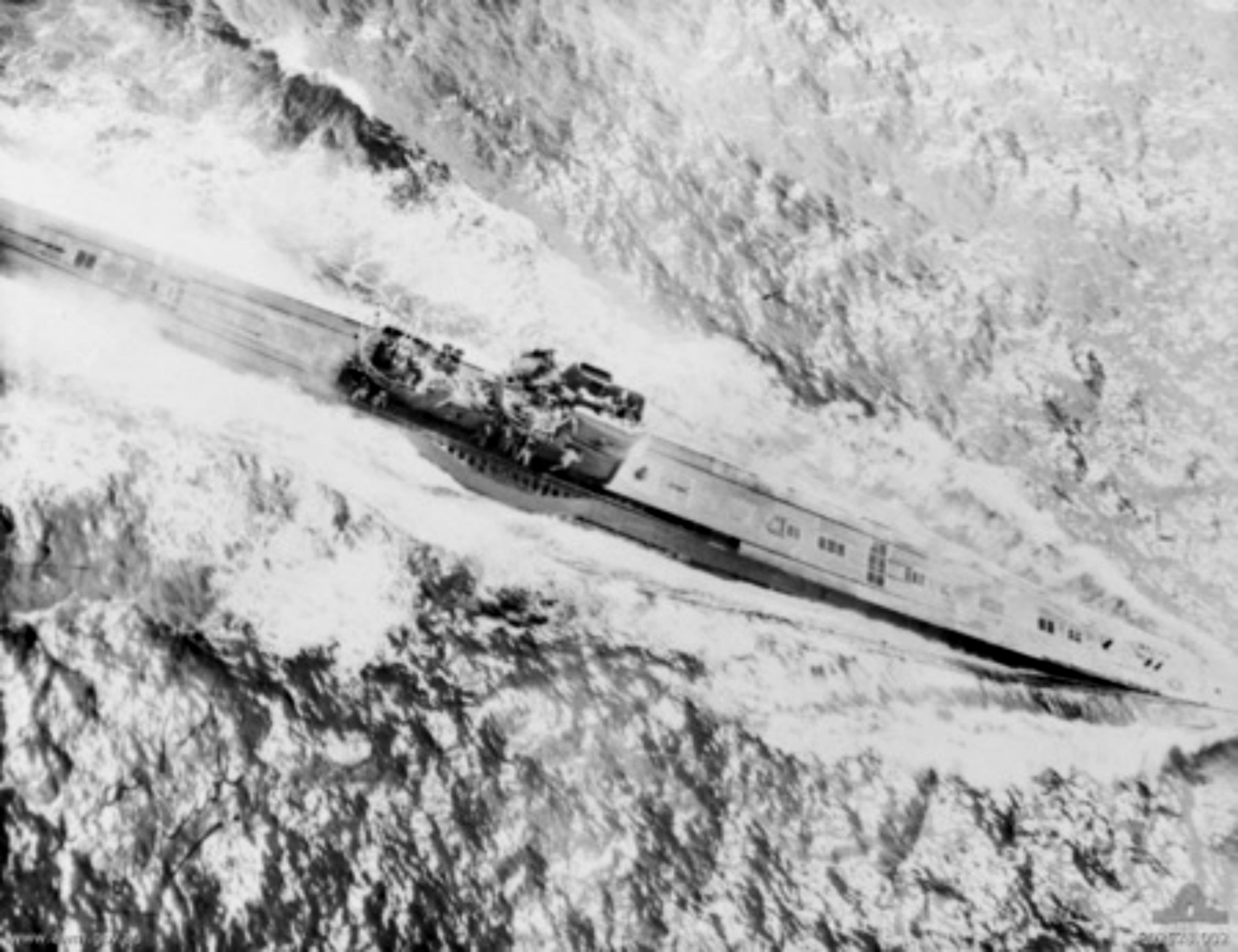
Luftaufnahme vom Angriff auf U 534 (5. Mai 1945)